# 波條𱆥
波條鿕，又可稱波條大鿕、線紋鿕，為輻鰭魚綱鯉形目鯉科的其中一個種。

## 分布
本魚分布於中國、越南、柬埔寨、斯里蘭卡、寮國、不丹、寮國、泰國、緬甸的溪流。

## 特徵
本魚體色為藍灰色，口上位，從鰓蓋到尾柄有三至四條黃色垂直條紋。雌魚體側較高，黃線在尾鰭的起端上揚。體長可達15公分。

## 生態
本魚棲息在清澈有石礫的溪流中，以甲殼類、昆蟲、蠕蟲等為食。喜群游，具有侵略性。

## 經濟利用
為觀賞性魚類，飼養時以寬約100公分的水族箱較適宜。